# Rodger Bain
Rodger Bain (nacido en 1945) es un productor discográfico británico, reconocido por producir álbumes de bandas de heavy metal como Black Sabbath, Budgie y Judas Priest en la década de 1970. Se le asocia principalmente como productor en plantilla de Vertigo Records a principios y mediados de dicha década.

## Biografía
Bain fue el productor de los tres primeros álbumes de Black Sabbath, de los dos primeros discos de Budgie, del primer álbum de Judas Priest, Rocka Rolla, y del álbum debut de Wild Turkey, Battle Hymn. Dominó la producción del primer álbum de Priest y tomó decisiones con las que la banda no estaba de acuerdo, como dejar fuera del disco las canciones favoritas de los fanáticos, como "Tyrant", "Genocide" y "The Ripper". También recortó la canción "Caviar and Meths", que pasó de tener una duración de diez minutos a convertirse en un instrumental de dos minutos.
También produjo el álbum de Judas Priest Hero, Hero, un disco no autorizado por la banda que contenía versiones remezcladas de las canciones de Rocka Rolla. En el álbum debut de Black Sabbath, Bain tocó el arpa judía en el tema "Sleeping Village". En el DVD Last Supper, el bajista Geezer Butler describe a Bain de forma positiva, y afirma que les dejó grabar su primer álbum en directo, lo que era, y sigue siendo, un método de grabación poco común, cuando otros productores se habían negado.
Posteriormente, Bain pasó a trabajar con Barclay James Harvest, produciendo sus dos primeros álbumes para Polydor, Everyone Is Everybody Else (1974) y Barclay James Harvest Live. En 1981 regresó brevemente a la industria musical y formó su propio sello discográfico, Blue Chip/Cygnet Records. Firmó con la agrupación The Kicks, cuyo sencillo "If Looks Could Kill" fue publicado en 1982.